# Braun Róbert (szociológus)
Braun Róbert (Arad, 1879. január 7. – Budapest, Józsefváros, 1937. február 12.) magyar szociológus, könyvtáros, falukutató, lexikográfus, lektor.

## Életútja
Braun Benjamin és Bruckner Berta gyermekeként született. Budapesten és a francia fővárosban járt egyetemre, ezt követően pedig a marosvásárhelyi kereskedelmi iskola tanára volt. 1911-ben felkerült a magyar fővárosba, ahol Szabó Ervin irányítása alatt volt a Fővárosi Könyvtár aligazgatója, egészen 1918-ig. 
A Magyarországi Tanácsköztársaság bukását követően börtönbe vetették, majd kiszabadulását követően lektorként és fordítóként működött. Falukutató munkái úttörők voltak. Braun elnökletével alakult meg a Társadalomtudományi Társaság szociográfiai szakosztálya. Egy ideig szerkesztette a Huszadik Század című periodikát is, majd a Literatura szerkesztője volt, illetve a Kultúra és Tudomány című sorozaté. Fordította, és propagálta Henry George műveit és eszméit (Haladás és szegénység; Kormányzóságom története). 
1925-ben egyik munkatársával, Pikler Blankával közösen hozta létre az Általános magyar könyvjegyzék című bibliográfiát. A Századunk főmunkatársa volt, írt cikkeket a Közgazdasági Enciklopédiába, szerkesztette a Genius, illetve a Révai lexikon pótkötetét, és mások mellett munkatársa volt az amerikai Encyclopaedia of the Social Sciences-nek.
Felesége dr. Grünwald Margit volt, akit 1913. december 21-én Budapesten vett nőül. Lánya Braun Éva kommunista mozgalmár, antifasiszta mártír volt.

## Művei
- II. József közgazdasági reformeszméi. Egy. doktori értek. is. (Arad, 1900)
- Henry George és a földjáradékadó. (A Huszadik Század Könyvtára. 28. Budapest, 1907)
- Lippa és Sansepulcro. (A Huszadik Század Könyvtára. 33. Budapest, 1908)
- Az amerikai városi korrupció. – Prostitúció Chicagóban. (Városi Szemle, 1911)
- A telekérték becslésének Somers-féle rendszere. (Városi Szemle, 1913)
- A falu lélektana. (A Huszadik Század Könyvtára. 47. Budapest, 1913)
- Webb, Sidney–Webb, Beatrice: A szegénység problémája. Ford. Kósa Miklós. A bevezető tanulmányt írta. (Mesterművek. Budapest, 1918)
- Magyarország feldarabolása és a nemzetiségi kérdés. (Táltos Könyvtár. Budapest, 1919; angolul: The Dismemberment of Hungary and the Nationalities. Budapest, 1919; franciául: Le démembrement de la Hongrie et la question des nationalités. Budapest, 1919)
- Régi és új milliomosok Amerikában. (Politika és társadalom. 2. Budapest, 1920)
- Carnegie, Andrew: Napjaink problémái. Ford. Bartos Zoltán. A bevezető tanulmányt írta. (Mesterművek. Budapest, 1920)
- Általános magyar könyvjegyzék. Összeáll. Pikler Blankával. (Budapest, 1925; angolul is)
- Utódállamok. (Századunk könyvtára. 11. Budapest, 1932)
- Nobel-díjas írók antológiája. Összeáll. (Budapest, 1935)
- A 150 év előtti Hóravilág. (Budapest, 1935)
- Maroscsicsér. (Századunk, 1936)
- A magyar történetírás revíziójához. (A Huszadik Század körének történetfelfogása. Történetírók Tára. Szerk. Glatz Ferenc és Pók Attila. Budapest, 1982)

### Fordításai
- George, Henry: Vámvédelem vagy szabadkereskedelem. Vizsgálódás a vámkérdésről, különös tekintettel a munka érdekeire. (Budapest, 1909)
- George, Henry: Kormányzóságom történetéből. Utópia Henry George gazdasági rendszere alapján. (Marosvásárhely, 1911; Modern Könyvtár. 164-166. Az előszót Jászi Oszkár írta. 2. kiad. Budapest, 1912)
- George, Henry: Haladás és szegénység. A termelési válságok és a növekvő vagyonnal együtt növő szegénység okának kutatása, ezek gyógyszere. (Budapest, 1914)
- George, Henry: Társadalmi kérdések. (Budapest, 1921)
- Bryce, James: Az Amerikai Egyesült Államok demokráciája. (Budapest, 1922)
- Farbman, Michael: „Pjatiletka.” Az ötéves terv mai állása. (Budapest, 1931)
- Istrati, Panait: A Szovjet 1930-ban. II. Más fény felé. (Budapest, 1931)
- Austin, Anne: A fekete galamb. Reg. Ford. Barna István álnéven. (Az Athenaeum detektív és kalandor regényei. Budapest, 1934)
- Gribble, Leonard, R. : Bosszú? Reg. Ford. Barna István álnéven. (Az Athenaeum detektív és kalandor regényei. Budapest, 1936)
- Szemjonov, Jurij: A föld kincsei. Gazdasági földrajz mindenki számára. (Budapest, 1936).